# Igeltjärnen (Ilsbo socken, Hälsingland)
Igeltjärnen är en sjö i Nordanstigs kommun i Hälsingland och ingår i Harmångersån-Delångersåns kustområde.